# Łucz 5W
Łucz 5W (ros. Луч-5В) – rosyjski geostacjonarny satelita telekomunikacyjny serii Łucz. Trzeci i ostatni satelita konstelacji, po statkach Łucz 5A i 5B. Wystrzelony wraz z satelitą KazSat 3.
Obecnie satelita znajduje się na pozycji 95°E.

## Budowa i działanie
Satelita został zbudowany na platformie Ekspress-1000A przez Informacyjne Systemy Satelitarne imienia akademika M. F. Reszetniewa SA. Anteny satelity obsługują 4 kanały w paśmie S (przepustowość 5 Mb/s) i Ku (150 Mb/s). 
Statek posiada dwa trzyczęściowe panele ogniw słonecznych GaAs, o mocy maksymalnej 2200 W (przy końcu misji). 
Głównym napędem satelity jest silnik plazmowy SPT-100. Statek jest stabilizowany trójosiowo.